# 高木佳子 (弁護士)
髙木 佳子（たかぎ よしこ）は、日本の弁護士。Ｔ&Ｔパートナーズ法律事務所所属。森・濱田松本法律事務所パートナー、日本弁護士連合会副会長、国土交通省中央建設工事紛争審査会長等を歴任。瑞宝中綬章受章。

## 人物・経歴
福岡県立修猷館高等学校を経て、1968年一橋大学法学部卒業、1970年一橋大学大学院法学研究科中退。星二良法律事務所パートナーを経て、1998年から濱田松本法律事務所パートナー、2002年から森・濱田松本法律事務所パートナー。2005年第二東京弁護士会会長兼日本弁護士連合会副会長、2006年日本弁護士連合会紛争解決センター委員長。2009年髙木佳子法律事務所（のちのＴ&Ｔパートナーズ法律事務所）を開設。2010年国土交通省中央建設工事紛争審査会会長、2014年公益財団法人住宅リフォーム・紛争処理支援センター理事、2015年電力広域的運営推進機関監事。2016年瑞宝中綬章受章。この間東京地方裁判所司法委員、法務省検察官・公証人特別任用等審査会委員、総務省国地方係争処理委員会委員、内閣府情報公開審査会委員、大蔵省金融審議会ホールセール・リーテイルに関するワーキンググループ幹事、原子力損害賠償紛争解決センター仲介委員、文部科学省原子力損害賠償紛争審査会特別委員、日本弁護士政治連盟副理事長等を歴任。

## 著作
- 『書式民事訴訟』（共著）青林書院, 1989.8.
- 『借地借家の法律相談142 : 弁護士さんがやさしく答える』日本法令, 1992.7.
- 『マンション : 快適なマンションライフを』（共著）有斐閣, 1993.9.
- 『高齢者のすまいデータブック : 弁護士と建築家からのアドバイス』（高橋儀平と共著）有斐閣, 1993.10.
- 『「遺言書」の書き方書かせ方 : 満載!「骨肉の争い」「じょうずな相続」対策』（監修）ベストセラーズ, 1996.10.
- 「民事訴訟実務の改善を目指すシンポジウム」（共著）判例タイムズ.47(8) 1996.04.01
- 「高齢者の住居--住居の確保を中心として(成年後見制度の実務の現状と展望9) 」判例タイムズ.48(15) 1997.06.15
- 「インタビュー 高齢者財産管理センター高木佳子弁護士に聞く」総合社会保障.35(8) 1997.08
- 「現場からのレポート Tくん」更生保護48(11) 1997.11
- 「住宅紛争処理体制に期すること」住宅.48(8) (通号 563) 1999.08
- 『Q&A弁護士法人法』（黒川弘務, 坂田吉郎と共著）商事法務研究会, 2002.3
- 「ADR検討会 検討事項公表」Niben frontier (20) (通号 243) 2003.9
- 「女性弁護士奮闘記(第3回)森・濱田松本法律事務所 高木佳子さん」The Lawyers.5(4) 2008.4
- 「弁護士会からみたADR法の状況」仲裁とADR 5 2010.5
- 「日弁連副会長経験女性弁護士座談会報告 : 多様な立場からの意見を日弁連活動に反映させるために」（共著）自由と正義.66(7)=799:2015.7